# Daisuke Ičikava
Daisuke Ičikava (japonsko 市川 大祐), japonski nogometaš, *14. maj 1980.
Za japonsko reprezentanco je odigral 10 uradnih tekem.